# Po kruchym lodzie
Po kruchym lodzie (ros. По тонкому льду) – film sensacyjno-szpiegowski produkcji radzieckiej z 1966 roku w reżyserii Damira Wiatycza-Biereżnycha. Adaptacja powieści Gieorgija Briancewa pt. Po tonkomu l'du. Film (wg napisów początkowych) poświęcony był 50. leciu „służb bezpieczeństwa państwowego” ZSRR.

## Fabuła
Flam składa się z dwóch części. Akcja pierwszej z nich rozgrywa się tuż przed atakiem Niemiec na ZSRR, drugiej – podczas okupacji.
W części pierwszej trójka przyjaciół – Andriej, Dmitrij i Giennadij – którzy są pracownikami radzieckiego kontrwywiadu (NKWD), otrzymuje zadanie wytropienia rezydenta niemieckiej siatki wywiadowczej kryjącego się pod pseudonimem „Dunkel”. Radzieccy kontrwywiadowcy różnią się od siebie poglądami na metody ich pracy. Doktrynerski Giennadij zdaje się nie rozumieć, że praca kontrwywiadowcy to „koronkowa robota”, myśli i działa stereotypowo i nie waha się przed naruszeniem praworządności. Jego postawa powoduje w końcu konflikt z kolegami, tym ostrzejszy, że Giennadij kieruje całą trójką. Andriej i Dmitrij doprowadzają w końcu do odebrania mu kierownictwa nad sprawą. Od tego momentu akcją poszukiwania „Dunkla” kieruje Dmitrij. Wkrótce potem przyjaciele wpadają na trop „Dunkla”, jednak podczas nieudanej próby jego aresztowania szpieg ucieka raniąc przy tym Andrieja. Nieudana akcja staje się pretekstem dla Giennadija do rewanżu na kolegach – jego postawa podczas oficjalnego zebrania radzieckich kontrwywiadowców zwołanego celem wyjaśnienia przyczyn niepowodzenia akcji, przyczynia się do przesunięcia Dmitrija na drugorzędne stanowisko. Tylko dzięki obronie ze strony ceniącego go przełożonego (płk. Kocziergina) pozostaje on w służbie.
W części drugiej filmu, rozgrywającej się w małym okupowanym przez Niemców miasteczku, trójka przyjaciół działa ponownie razem w celu sparaliżowania utworzonego w nim ośrodka szkolenia grup dywersyjnych. Andriej pracuje w niemieckim kasynie oficerskim, Dmitrij jest tłumaczem w niemieckiej lokalnej administracji. Z jego doskonałej znajomości języka niemieckiego korzysta sporadycznie lokalna placówka Gestapo. Dzięki temu Dmitrij orientuje się, że zbiegły mu onegdaj „Dunkel” jest w pobliżu i stara się rozpracować lokalną siatkę radzieckiego kontrwywiadu. Pewnego dnia zostaje zaproszony w charakterze tłumacza do siedziby Gestapo. Tam, nieoczekiwanie przychodzi mu uczestniczyć w przesłuchaniu Giennadija, schwytanego dzięki prowokacyjnej działalności „Dunkla”. Giennadij po torturach wydaje jednego z agentów radzieckiej siatki – członka proniemieckiej policji Wasilczikowa. Osaczony przez gestapowców Wasilczikow ginie wraz z radziecką telegrafistką Oksaną w strzelaninie podczas próby jego aresztowania. Zdesperowany Dmitrij zmusza Giennadija pod groźbą śmierci do milczenia i „ucieczki w obłęd”. On sam, przy pomocy ocalałych z „wsypy” radzieckich agentów, doprowadza do aresztowania „Dunkla” i przerzucenia go do Moskwy, gdzie niemiecki agent ujawnia wszystkie znane mu tajemnice.

## Obsada aktorska
- Wiktor Korszunow – Dmitrij
- Feliks Jaworski – Giennadij
- Aleksiej Ejbożenko – Andriej
- Michaił Głuzski – płk Kocziergin
- Izolda Izwicka – radiotelegrafistka Oksana
- Aleksiej Aleksiew – Akim, przywódca konspiracji radzieckiej na okupowanych terenach
- Nikołaj Kriuczkow – chłop Parokonnyj
- Nikołaj Kriukow – „Dunkel”
- Oleg Mokszancew – szofer Migałkin
- Wasilij Nieszczyplenko – Witkowski, agent niemieckiego wywiadu
- Tatiana Pankowa – Kulkowa, gospodyni Larisy
- Nikołaj Smoruczkow – partyzant Wasilczikow
- Gleb Striżenow – Karl Frankenberg, lekarz
- Aleksandr Szworin – Filin, agent niemieckiego wywiadu
- Olev Eskola – sturmbannführer Zemelbauer
- Waleria Beskowa – Larisa Brusiencowa
- Siergiej Gołowanow – Boris Sielichow
- Anna Pawłowa – żona Sielichowa
- Nikołaj Grabbe – Osadczij, funkcjonariusz NKWD
- Wadim Zacharczenko – Koszelkow, agent niemieckiego wywiadu
- Leonid Pirogow – kelner w restauracji
- Walentin Kulik – skrzypek w restauracji
- Grigorij Michajłow – szef wydziału NKWD
- Jurij Krijew – pracownik NKWD
- Piotr Lubieszkin – Omielczienko, sekretarz organizacji partyjnej w bazie samochodowej
- Jewgienij Szutow – Chobotow, biegły medycyny sądowej
- Iwan Kuzniecow – gospodarz domu w którym mieszkał Filin
- Wiktor Uralski – por. Gusiew
- Boris Bitiukow – kpt. Rieszetow, radziecki agent w niemieckim ośrodku dywersyjnym

i inni. 